# José Luis Saldivar
José Luis Saldivar (* 8. März 1954 in Ciudad Victoria, Tamaulipas; † 20. August 2014 in León) war ein mexikanischer Fußballtrainer und zuvor -spieler, der im Mittelfeld agierte. 

## Leben

### Stationen als Spieler
Sein erstes Spiel in der mexikanischen Primera División bestritt Saldivar am 1. November 1975 im Dress des CF Monterrey gegen den CF Atlante. Im selben Spiel erzielte Saldivar seinen ersten Treffer in der höchsten mexikanischen Spielklasse und bewahrte seine Mannschaft durch seinen Ausgleichstreffer zum 1:1 in der 84. Minute vor einer möglichen Heimniederlage. In seiner ersten Saison 1975/76 brachte Saldivar es auf insgesamt 34 Einsätze und zwölf Treffer. Beides waren seine persönlichen Rekorde, die er nie wieder erreichen konnte. 
Seine zweitmeisten Einsätze (29) erreichte er in der Saison 1980/81 für Atlético Potosino und in derselben Saison erzielte er drei Treffer, wie auch in den Spielzeiten 1976/77 und 1979/80; seine in dieser Hinsicht zweiterfolgreichsten Spielzeiten. 
Am 18. Mai 1984 bestritt Saldivar seinen letzten Einsatz in der ersten mexikanischen Liga im Dress von Atlético Potosino ausgerechnet in einem Heimspiel gegen seinen Exverein Monterrey, das 1:1 endete.

### Stationen als Trainer
Seinen ersten großen Erfolg als Trainer feierte Saldivar in der Saison 1992/93, als er mit dem von ihm trainierten Tampico-Madero FC die Vizemeisterschaft der Segunda División gewann. 
Zehn Jahre später feierte er seinen größten Erfolg als Trainer mit dem Gewinn der Zweitligameisterschaft mit dem CD Irapuato in der Saison 2002/03 und dem damit verbundenen Aufstieg in die erste Liga. Im Aufstiegsfinale am Saisonende setzten die Freseros sich dabei ausgerechnet gegen ihren Erzrivalen León durch, bei dem Saldivar sowohl vorher als auch nachher mehrfach selbst als Cheftrainer im Einsatz war. So feierte er in Reihen der Esmeraldas sein Debüt in der mexikanischen Primera División, die er am 24. Februar 1996 im Heimspiel gegen den Club América (2:2) erstmals betreute und die er anschließend durch Siege über Atlas (2:1), Toluca (2:0), Necaxa (3:1) und Atlético Celaya (2:0) in die  Repechaje führte, wo man gegen die Tigres (1:4 und 3:1) scheiterte.
Der Start in die Saison 2003/04 verlief für den Aufsteiger Irapuato überaus erfolgreich mit drei Siegen und zwei Remis aus den ersten fünf Spielen. Doch nachdem in den nächsten sechs Spielen nur ein Sieg und ein Remis eingefahren werden konnten, wurde Saldivar nach einer 1:3-Heimniederlage gegen Necaxa am 5. Oktober 2003 entlassen. 
Bald darauf wurde er abermals vom Club León verpflichtet, mit dem er in der Clausura 2004 erneut die Meisterschaft der Primera División 'A' gewann, am Saisonende aber in den Aufstiegsfinals gegen die Dorados de Sinaloa (1:2 und 2:2) scheiterte und somit die Rückkehr der Esmeraldas in die Primera División verpasste.
Seine letzte Station als Cheftrainer bekleidete Saldivar in der Rückrunde der Zweitligasaison 2008/09 in Diensten der UAG Tecos II, mit denen er sein letztes Punktspiel als Trainer am 3. Mai 2009 mit 0:2 beim Club Tijuana (0:2) verlor.
Am 20. August 2014 erlag José Luis Saldivar einem Herzinfarkt. 

## Erfolge (als Trainer)
- Mexikanischer Zweitligameister: 2002/03 (mit Irapuato), Clausura 2004 (mit León)